# 10 de juliol
El 10 de juliol és el cent noranta-unè dia de l'any del calendari gregorià i el cent noranta-dosè en els anys de traspàs. Queden 174 dies per finalitzar l'any.

## Esdeveniments
Països Catalans
- 1760, Barcelona: s'estrena al Teatre de la Santa Creu Antigono de Josep Duran i Pejoán, primera òpera d'autor català estrenada a Catalunya.
- 1880: es publica el primer número de la revista La Ilustració Catalana, la primera revista gràfica en català, amb l'objectiu de donar a conèixer el moviment artístic, literari i científic de Catalunya.[1]
- 1910, Barcelona: se celebra una de les primeres manifestacions feministes de la història, convocada per la Sociedad Progresiva Femenina.[2]
- 1982, País Valencià: amb la seva publicació en el BOE, entra en vigor l'Estatut d'Autonomia.[3]
- 1992, Barcelona: última emissió del programa de ràdio L'orquestra de Jordi Vendrell, censurat per haber tractat obertament les tortures i detencions arbitràries de l'Operació Garzón.[4]
- 2003, Catalunya: l'Institut Català del Voluntariat crea Xarxanet.org.«El portal de l'associacionisme i el voluntariat xarxanet.org ha rebut més de 35.000 visites en el seu primer any».   Generalitat de Catalunya, 09-07-2004. [Consulta: 18 agost 2024].
- 2003, Països Catalans: es crea Viquillibres.«Wikibooks.org Whois Record».   DomainTools, LLC. [Consulta: 22 gener 2013].
- 2009, Parlament de Catalunya: s'aprova la Llei 12/2009, coneguda com la Llei d'Educació, que blinda la immersió lingüística.[5][6]
- 2010, Barcelona: massiva manifestació "Som una nació. Nosaltres decidim" rebutjant la sentència que el TC havia fet sobre l'Estatut, amb caràcter marcadament independentista.

Resta del món
- 1478, Lieja: reconstrucció del perron, després del seu exili a Bruges.
- 1517, Alcalá de Henares, Regne de Castella: s'acaba d'imprimir l'últim volum de la Bíblia Poliglota Complutense.
- 1940, Vichèi, França: El mariscal Pétain, heroi de la Primera Guerra Mundial com a vencedor de la batalla de Verdun, darrer primer ministre de la Tercera República Francesa, va dissoldre el parlament i va instaurar un règim dictatorial aliat del Tercer Reich.[7]
- 1985, Auckland, Nova Zelanda: els serveis secrets francesos col·loquen dues bombes al Rainbow Warrior, vaixell insígnia de Greenpeace i l'enfonsen. En l'atemptat, Hi mor el fotògraf Fernando Pereira.
- 2003: Es crea Wikibooks a nivell mundial.

## Naixements
- 1746 - Barcelona: Rafael d'Amat i de Cortada, baró de Maldà, autor d'un dietari en 60 volums amb el títol de Calaix de sastre.
- 1844 - St. Georgen an der Stiefing, Estíria: Amalie Materna, soprano austríaca (m. 1918).[8]
- 1845 - Barcelona: Dolors Monserdà i Vidal, escriptora catalana i pionera del feminisme.[9]
- 1887 - Cornellana: Maria Majoral, coneguda com la Tamastima, trementinaire de la Vall de la Vansa.[10]
- 1910 - 
  - Lleida: Agnès Gregori Prunera, atleta catalana, pionera de l'esport lleidatà (m. 2007).[11]
  - Vacarissesː Antolina Boada, locutora de ràdio catalana a Ràdio Terrassa (m. 1997).[12]
- 1913 - Santa Coloma de Farners, província de Girona: Salvador Espriu, escriptor català[13]
- 1917 - Barcelona: Joan Capri, actor i humorista català.
- 1919 - Sabadell: Maty Mont, artista de varietats catalana.[14]
- 1933 - Gironella: Maur Esteva i Alsina, monjo cistercenc català, abat del monestir de Poblet (1970-1998) i abat general de l'Orde Cistercenc (1995-2005).
- 1936 - Barcelona: Aurora Pons, destacada ballarina catalana, que fou primera ballarina del Teatre del Liceu.[15]
- 1943 - Barcelona: Albert Boadella, actor, dramaturg i director català.
- 1947 - Bellreguard (la Safor: Joan Pellicer, metge i etnobotànic valencià.
- 1970 - Centelles: Maria Carme Sayós i Motilla, advocada i política catalana; ha estat regidora i diputada al Congrés dels Diputats.[16]

Resta del món
- 1509, Noyon, Picardia, França: Joan Calví, teòleg francès reformista
- 1724, Estocolm, Suècia: Eva Ekeblad, agrònoma, científica, amfitriona de salons literaris[17]
- 1759, Neubrandenburg: Sophia Maria Westenholz, pianista i compositora alemanya.[18]
- 1819, Zaanstad, Regne Unit dels Països Baixos: Pieter Bleeker, metge i ictiòleg neerlandès
- 1830, Illa de Saint Thomas, llavors colònia danesa: Camille Pissarro, pintor impressionista francès[19]
- 1856, Smiljan, Imperi Austríac, actual Croàcia: Nikola Tesla, enginyer elèctric serbo-estatunidenc[20]
- 1862, Hèlsinki, Finlàndia: Helene Schjerfbeck, pintora finlandesa, l'artista més important de Finlàndia[21]
- 1867, Baden-Baden, Karlsruhe, Gran Ducat de Baden, Confederació Alemanya: Maximilià de Baden, gran duc de Baden, darrer canceller imperial d'Alemanya
- 1871, París, França: Marcel Proust, escriptor francès[22]
- 1872, Valladolid: Belén de Sárraga Hernández, activista social, fundadora de diverses revistes, feminista, lliurepensadora i republicana (m. 1950).[23]
- 1877, Tournai, França: Hélène Dutrieu, pionera de l'aviació[24]
- 1883, Filadèlfia, Pennsilvània, Estats Units:  Sam Wood , director de cinema estatunidenc.
- 1888, Volos, Grècia: Giorgio de Chirico, pintor, escultor i escenògraf italià[25]
- 1891, Rockford, Illinois: Edith Quimby, investigadora en medicina i física, pionera en medicina nuclear[26]
- 1895, Múnic, Alemanya: Carl Orff, compositor alemany[27]
- 1899, Marchienne-au-Pont, Hainaut, Bèlgica: André Souris, compositor i director d'orquestra belga[28]
- 1902, Chorzów, Silèsia, Alemanya: Kurt Alder, químic alemany, Premi Nobel de Química de 1950[29]
- 1903, Knowle, Warwickshire: John Wyndham, escriptor anglès.
- 1904, Blaye, França, Lili Damita, actriu de cinema franco-estatunidenca (m. 1994).[30]
- 1905, Vitòriaː Ernestina de Champourcín, poetessa espanyola de la Generació del 27.[31]
- 1914, Toronto, Canadà: Joe Shuster, dibuixant de còmic canadenc, co-creador, amb l'escriptor Jerry Siegel del personatge de còmic Superman
- 1919, Tolosa de Llenguadoc: Pierre Gamarra, poeta i novel·lista
- 1920, San Francisco, EUA: Owen Chamberlain, físic nord-americà, Premi Nobel de Física de 1959[32]
- 1921, Brookline: Eunice Kennedy Shriver, filantropa estatunidenca, fundadora dels Special Olympics[33]
- 1923, Michoacán: Amalia Mendoza, cantant mexicana de ranxera i mariachi (m. 2001).[34][35]
- 1930, Peckham, Anglaterra: Josephine Veasey, mezzosoprano britànica, associada a papers d'òperes de Wagner i Berlioz.[36]
- 1931, Wingham: Alice Munro, escriptora de contes, Premi Nobel de Literatura del 2013 (m. 2024).[37]
- 1940, Corpus Christi, Texas, EUA: Helen Donath, soprano estatunidenca amb una carrera artística d'uns 50 anys.[38]
- 1941, Bugia, Algèria: Wassyla Tamzali, advocada i escriptora, feminista i laïcista algeriana.[39]
- 1942 - Detroit: Sixto Diaz Rodríguez cantautor estatunidenc (m. 2023).
- 1943, Richmond, Virgínia (EUA: Arthur Ashe, fou un jugador afroamericà de tennis dels Estats Units[40]
- 1954, Lancaster, Pennsilvània, Estats Units: Martha De Laurentiis, productora estatunidenca de cinema.
- 1957, Sant Sebastià, Guipúscoa: Luisa Etxenike, escriptora basca que escriu en castellà.[41]
- 1974, Dublín, Irlanda: Imelda May, cantant i compositora de rockabilly.
- 1976:
  - Taquaritinga, Brasil: Jose Edmílson, jugador de futbol brasiler.
  - Lió, França: Ludovic Giuly, jugador de futbol francès.
- 1980, São Gonçalo, Brasil: Cláudia Leitte, cantant brasilera d'axé, que fou vocalista del grup musical Babado Novo.[42]
- 1982, París, França: Leila Alaoui, fotògrafa i videoartista franco-marroquina, assassinada en un atac terrorista[43]

## Necrològiques
Països Catalans
- 1099 - València: Rodrigo Díaz de Vivar, conegut com El Cid, aventurer castellà.
- 1603 - Barcelona: Joan Terès i Borrull, virrei de Catalunya.
- 1973 - Barcelona: Montserrat Alberich i Escardívol, artista mecanògrafa.[44]
- 2013 - València: Concha García Campoy, periodista catalana (n. 1958).[45]
- 2017 - l'Escala: Magdalena Sureda i Pascual propietària de l'empresa conservera Anxoves de l'Escala SA.
- 2019 - Reus: Maria Cabré de Calderó, poetessa catalana (n.1919).[46]
- 2023 - Barcelona: Núria Sales i Folch, historiadora catalana (n. 1933).

Resta del món
- 1086, Odense: Canut IV de Dinamarca, rei i sant.
- 1480, Ais de Provença: Renat I, dit el Bo, comte de Barcelona i rei de Nàpols
- 1559, París: Enric II de França, duc de Bretanya i rei de França
- 1584, Delft: Guillem I d'Orange-Nassau, governador dels Països Baixos.
- 1839 - Darmstadt (Alemanya): Johann Georg Heinrich Backofen, músic i compositor alemany (n. 1768).
- 1851, Bry-sur-Marne, Val-de-Marne, França: Louis-Jacques-Mandé Daguerre, més conegut com a Louis Daguerre, va ser un pioner de la fotografia amb la invenció i difusió del sistema del daguerreotip[47]
- 1860, Damasc: Manuel Ruiz i 10 companys màrtirs de Damasc, franciscans missioners, venerats com a beats.
- 1863, Nova York, EUA: Clement Clarke Moore, professor estatunidenc de literatura oriental i grega[48]
- 1653, Abbeville (França): Gabriel Naudé, bibliotecari francès
- 1910, Potsdam, Alemanya: Johann Gottfried Galle, astrònom alemany que va descobrir el planeta Neptú amb l'ajuda de l'estudiant Heinrich Louis d'Arrest
- 1919, Nova York: Edward Abeles, actor estatunidenc.
- 1983, Inning, Alemanya: Werner Egk, nascut com a Werner Mayer, compositor i director d'orquestra alemany[49]
- 2000, Darmstadt: Gertrud Arndt, fotògrafa i artista tèxtil associada a la Bauhaus (n. 1903).[50]
- 2004, Lisboa, Maria de Lourdes Pintasilgo, enginyera química, primera dona a ser Primera Ministra de Portugal (n. 1930).[51]
- 2015, el Caire, Egipte: Omar Sharif, actor egipci[52]
- 2020, Budapest: Olga Tass, gimnasta artística hongaresa, medallista olímpica (n. 1929).[53]

## Festes i commemoracions
- Festa major de La Granada, Alt Penedès)
- Festa major de Premià de Mar (el Maresme)

### Santoral[54]

#### Església Catòlica[55]
- Sants i beats al Martirologi romà (2011): Sant Cristòfol, patró dels automobilistes (només a Espanya; al Martirologi romà, el 25 de juliol); Januari i Marí, màrtirs (s. I); Set Sants Germans, màrtirs, llegendaris fills de Felicitat de Roma (166); Anatòlia i Victòria de Roma, màrtirs (250); sant Apol·loni de Sardes, màrtir; Rufina i Segunda de Roma, màrtirs (s. III); Bianor i Silvà de Pisídia, màrtirs (segle iv); Lleonci, Maurici, Daniel, Antoni, Anicet, Sisinni i companys de Nicòpolis, màrtirs (segle iv); Pascari de Nantes, bisbe (s. VII); Amalberga de Temse, monja mística (772); Pietro Vincioli, abat (1007); Canut IV de Dinamarca, rei (1086); Antoni Nguyen Hu'u Quinh, Pere Nguyen Khac Tu, màrtirs (1840).
  - Beats: Marie Gertrude de Ripert d'Alauzin, i Agnès de Romillon, monges màrtirs (1794); Manuel Ruiz i 10 companys màrtirs de Damasc (1860).
- Sants no inclosos al Martirologi: Amalberga de Maubeuge, monja (690); Landfrid, Waltram i Elinant de Benediktbeuren, abats (s. VIII-IX); Antoni de les Coves de Kíev, abat (1073); als països germànics: Eric IX de Suècia i Olaf II de Noruega, reis.
- Beats Pacífic de la Marca, franciscà (ca. 1234).
- Venerables Etó de Bèlgica, bisbe (670); Anton Kowalczyk, missioner (1947).
- Venerats a l'Orde del Cister: Bertran de la Gran Selva, abat (1149).
- Venerats a la família franciscana: santa Veronica Giuliani; beat Bernat de Quintavalle (segle xiii).
- Venerats a l'Orde de la Mercè: beat Arnau de Camerino.

#### Església d'Armènia
- 4 Hrotits: Aristocles, Demetrià i Atanasi de Tamassos, màrtirs; Concili d'Efes (431).

#### Església Copta
- 3 Abib: sants Celestí I, bisbe de Roma; Ciril d'Alexandria, patriarca i Pare de l'Església.

#### Església Ortodoxa Síria
- Sants Eliseu, profeta; Ciril d'Alexandria, patriarca; Simeó el Foraster.

#### Església Ortodoxa (segons el calendari julià)
- Se celebren els corresponents al 23 de juliol del calendari gregorià.

#### Església Ortodoxa (segons el calendari gregorià)
Corresponen als sants del 27 de juny del calendari julià.
- Sants: Joana la Miròfora, seguidora de Jesús (s. I); Anicet de Cesarea, màrtir (284-305); Sampsó l'Hospitaler, monjo (530); Sever d'Interocrea, prevere (s. VI); Marcel·lí; Martí de Turov (1146); Serapió de Kozheezersk, monjo (1611); Victòria russa en la batalla de Potava (1709); Alekandr i Vladimir, preveres màrtirs (1918); Ambros, Leonid, Makarij, Anatolij I i II, Barnasufij i Hilarion d'Optina; Grigorij Nikolskij, prevere màrtir (1918); Piotr, prevere màrtir (1938); Sinaxi de Tots els Sants de Novgorod, Belarús, Pskov i Sant Petersburg.

##### Església Ortodoxa Grega
- Sants: Lluc, Joan i Sever, eremites (s. V); Marci, Màrcia i Pieri d'Antioquia, màrtirs; Lluc de Jerusalem, màrtir (1273).

##### Església Ortodoxa de Geòrgia
- Sant Jordi del Mont Atos, monjo; Cirió II de Geòrgia, patriarca màrtir (1918).

#### Església Evangèlica d'Alemanya
- Guillem I d'Orange-Nassau, governador i promotor de la Reforma (1584).